# Bogdan Kuczkowski
Bogdan Erwin Kuczkowski (ur. 30 stycznia 1953 we Wrocławiu, zm. 23 stycznia 2013 tamże) – polski aktor teatralny, filmowy i lalkowy.
Zadebiutował w 1975 w kierowanym przez Henryka Tomaszewskiego wrocławskim Teatrze Pantominy, pięć lat później ukończył działający we Wrocławiu Wydział Lalkarski w Państwowej Wyższej Szkole Teatralnej. Od 1980 przez dwa sezony był związany ze sceną Teatru im. Cypriana Kamila Norwida w Jeleniej Górze, a od 1982 przez kolejne trzy sezony grał w Teatrze Polskim we Wrocławiu. Od 1985 był przez dwadzieścia trzy lata związany z wrocławskim Teatrem Lalek, równolegle przez całą swoją karierę występował w wielu filmach i serialach telewizyjnych.

## Dorobek filmowy
- Wolne chwile, jako Edek;
- Piętno, rola drugoplanowa;
- Dzień kolibra, jako młody nauczyciel;
- Sezon na bażanty, jako mężczyzna z pensjonatu;
- Sam pośród swoich, jako żołnierz;
- Och, Karol, rola drugoplanowa;
- Lubię nietoperze, jako aptekarz;
- Na kłopoty... Bednarski, jako celnik w I odcinku;
- Zero życia, jako nauczyciel;
- Pusta klatka, jako pracownik zoo;
- Konsul, jako Zieliński;
- A woman at war, rola drugoplanowa;
- Pierwsza miłość, pięć ról drugoplanowych;
- Fala zbrodni, rola drugoplanowa;
- Tancerze, jako właściciel lombardu;
- Licencja na wychowanie, jako dyrektor, odcinek 52;
- Galeria, jako lekarz, odcinek 32.